# De rode ster glimt
De rode ster glimt is een communistisch Chinees-nationalistische lied die vertelt over de oorlog tussen de Kwomintang en de Chinese communistische partij. Een paar jaar geleden kwam de tekenfilm "De Rode Ster Glimt" uit, die begint met het lied De rode ster glimt.

## De tekst van het lied, invereenvoudigd Chinees
红星闪闪，放光彩

红星灿灿，暖胸怀

红星是咱，工农的心

党的关怀照万代。

## De tekst van het lied, intraditioneel Chinees
紅星閃閃，放光彩

紅星燦燦，暖胸懷

紅星是咱，工農的心

黨的關懷照萬代。

## De tekst van het lied, inpinyin
hóng xīng shǎn shǎn fàng guāng cǎi

hóng xīng càn càn nuǎn xiōng huái

hóng xīng shì zá gōng nóng de xīn

dǎng de guān huái zhào wàn dài

## Vertaling
De rode ster glimt, schijnend met stralen.

De rode ster flikkert en verwarmd onze harten.

De rode ster representeert de harten van arbeiders en boeren.

De partij zorgt tienduizend generaties voor ons.